# Flèche de Heist 2022
La 65e édition de la Flèche de Heist (en néerlandais : Heylen Vastgoed Heistse Pijl), une course cycliste masculine sur route, a lieu en Belgique le 4 juin 2022. L'épreuve se dispute sur 192,8 kilomètres entre Vosselaar et Heist-op-den-Berg, dans la province d'Anvers. Elle fait partie du calendrier UCI Europe Tour 2022 en catégorie 1.1.

## Parcours
Le départ a lieu sur la Remi Lensplein à Vosselaar. Le parcours se dirige vers Geel, Westerlo, Herentals et Heist-op-den-Berg où les coureurs franchissent une première fois la ligne d'arrivée située sur la Paul Van Roosbroecklaan après 78,3 kilomètres. Ensuite, les coureurs accomplissent six boucles d'un circuit local de 19,7 kilomètres.

## Équipes participantes
| Unknown team category |
|                       |

## Classements

### Classement final
| \| Classement général \| Classement général \| Classement général \| Classement général \| Classement général \| \| Coureur \| Coureur \| Pays \| Équipe \| Temps \| \| ------------------ \| ------------------- \| ------------------ \| ---------------------------------- \| ------------------ \| \| 1er \| Arnaud De Lie \| Belgique \| Lotto-Soudal \| 4 h 08 min 54 s \| \| 2e \| Giacomo Nizzolo \| Italie \| Israel-Premier Tech \| + 0 s \| \| 3e \| Mark Cavendish \| Royaume-Uni \| Quick-Step Alpha Vinyl \| + 0 s \| \| 4e \| Daniel McLay \| Royaume-Uni \| Arkéa-Samsic \| + 0 s \| \| 5e \| Laurens Sweeck \| Belgique \| Pauwels Sauzen-Bingoal \| + 0 s \| \| 6e \| Baptiste Planckaert \| Belgique \| Intermarché-Wanty-Gobert Matériaux \| + 0 s \| \| 7e \| Piet Allegaert \| Belgique \| Cofidis \| + 0 s \| \| 8e \| Guillaume Boivin \| Canada \| Israel-Premier Tech \| + 0 s \| \| 9e \| Kenneth Van Rooy \| Belgique \| Sport Vlaanderen-Baloise \| + 0 s \| \| 10e \| Timo Kielich \| Belgique \| Alpecin-Fenix Development Team \| + 0 s \| |                     |             |                                    |                 |
| |                     |             |                                    |                 |
| Source : ProCyclingStats |                     |             |                                    |                 |
| Classement général |                     |             |                                    |                 |
| Coureur | Coureur             | Pays        | Équipe                             | Temps           |
| 1er | Arnaud De Lie       | Belgique    | Lotto-Soudal                       | 4 h 08 min 54 s |
| 2e | Giacomo Nizzolo     | Italie      | Israel-Premier Tech                | + 0 s           |
| 3e | Mark Cavendish      | Royaume-Uni | Quick-Step Alpha Vinyl             | + 0 s           |
| 4e | Daniel McLay        | Royaume-Uni | Arkéa-Samsic                       | + 0 s           |
| 5e | Laurens Sweeck      | Belgique    | Pauwels Sauzen-Bingoal             | + 0 s           |
| 6e | Baptiste Planckaert | Belgique    | Intermarché-Wanty-Gobert Matériaux | + 0 s           |
| 7e | Piet Allegaert      | Belgique    | Cofidis                            | + 0 s           |
| 8e | Guillaume Boivin    | Canada      | Israel-Premier Tech                | + 0 s           |
| 9e | Kenneth Van Rooy    | Belgique    | Sport Vlaanderen-Baloise           | + 0 s           |
| 10e | Timo Kielich        | Belgique    | Alpecin-Fenix Development Team     | + 0 s           |

### Classements UCI
La course attribue des points au classement mondial UCI 2022 selon le barème suivant :
| Position           | 1er | 2e | 3e | 4e | 5e | 6e | 7e | 8e | 9e | 10e | 11e | 12e | 13e à 15e | 16e à 25e |
| Classement général | 125 | 85 | 70 | 60 | 50 | 40 | 35 | 30 | 25 | 20  | 15  | 10  | 5         | 3         |